# Habitatge al raval de Sant Cristòfol, 10 (Constantí)
L'Habitatge al raval de Sant Cristòfol, 10 és una obra de Constantí (Tarragonès) protegida com a Bé Cultural d'Interès Local.

## Descripció
Edifici a la cantonada entre la plaça del castell i el raval de Sant Cristòfol. Es tracta d'una gran casa amb una façana totalment asimètrica, en què les obertures estan distribuïdes de manera desigual.
La porta d'entrada està formada per un arc escarser de pedra. Al primer pis hi ha balcons, en el segon, hi ha un balcó i una finestra. Entre el primer i el segon pis hi ha una cornisa.